# Asbestopluma globularis
Asbestopluma globularis är en svampdjursart som beskrevs av Claude Lévi 1964. Asbestopluma globularis ingår i släktet Asbestopluma och familjen Cladorhizidae. Inga underarter finns listade i Catalogue of Life.